# Peristasi

Pianta di un tempio periptero con peristasi

La perìstasi (IPA: [pe'ristazi], dal greco περίστασις, "recinto") è un colonnato porticato, la maggior parte delle volte quadrangolare (a eccezione del tempio a tholos e di quello monòptero, nei quali è circolare), che circonda, particolarmente nei templi greci, ma anche in quelli romani, il naos. Le file e il numero delle colonne che lo compongono differenziano i vari tipi di templi greci, come riassume lo schema seguente:
| Nome del tempio | Numero di file di colonne |
| --------------- | ------------------------- |
| Perìptero       | 1 (quadrangolare)         |
| Dìptero         | 2 (quadrangolare)         |
| Monòptero       | 1 (circolare)             |
| Tholos          | 1 (circolare)             |

- Il tempio pseudoperiptero ("pseudès" significa falso, quindi "falso-periptero") sembra che sia circondato da una peristasi, ma in realtà le colonne sono solo metà, in quanto addossate alle pareti.
- Il tempio pseudodìptero, con lo stesso significato del precedente, è un tempio circondato da una sola fila di colonne, ma lo spazio tra la peristasi e la cella potrebbe ospitare una seconda fila di colonne, come il tempio dìptero.

Invece il numero delle colonne presente sul fronte definisce altri templi:
| Nome del tempio | Numero di colonne sul fronte |
| --------------- | ---------------------------- |
| tetràstilo      | 4                            |
| esàstilo        | 6                            |
| eptàstilo       | 7                            |
| octàstilo       | 8                            |
| ennàstilo       | 9                            |
| decàstilo       | 10                           |
| dodecàstilo     | 12                           |